# Gustave Mesny
Pour les articles homonymes, voir Mesny.
Gustave Marie Maurice Mesny, né au Puy le 28 mars 1886, est un général de division français fait prisonnier pendant la Seconde Guerre mondiale et assassiné le 19 janvier 1945 dans les environs de Nossen, victime d'un crime de guerre.

## Biographie

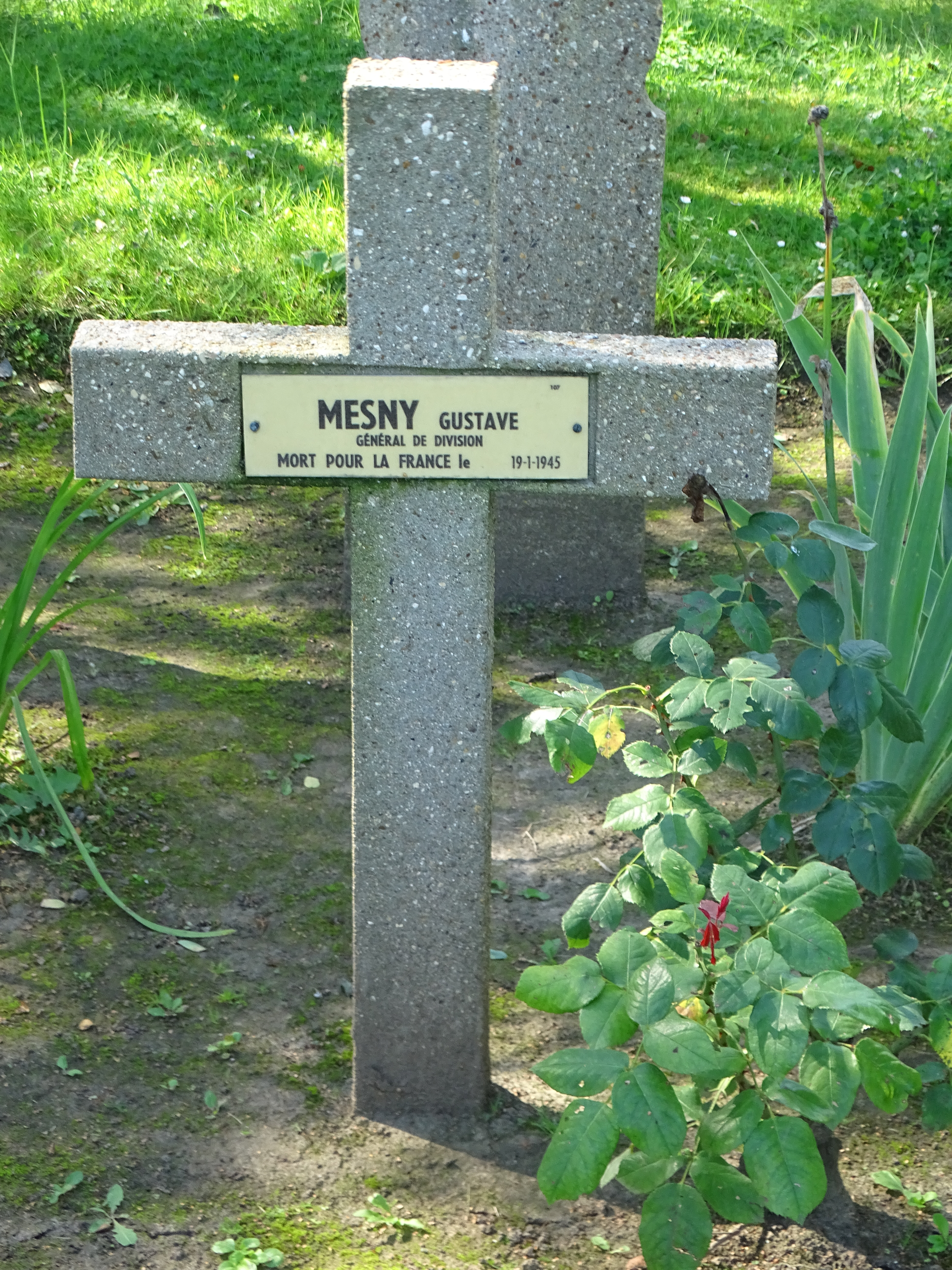
La tombe de Gustave Mesny.

Gustave Mesny est fait chevalier de la Légion d'honneur le 3 août 1916, puis officier le 25 décembre 1929 et enfin commandeur le 20 février 1941.
Gustave Marie Maurice Mesny est membre du commandement de la onzième région militaire jusqu'en 1939, puis il commande en 1940 la 5e DINA. Son unité est encerclée dans la poche de Lille et combat avec le groupement du général Molinié jusqu'au 31 mai 1940 à Haubourdin. Fait prisonnier, Gustave Mesny est interné à la forteresse de Königstein. Gustave Mesny participe à l'évasion du général Giraud en 1942.
Le 28 octobre 1944, le général allemand Fritz von Brodowski, alors qu'il est fait prisonnier de guerre par les Français, est tué par balle dans des conditions qui restent inexpliquées. Le 8 et 9 novembre, les médias suisses et britanniques annoncent que le général de la Wehrmacht, qui d'après les mêmes journalistes aurait participé au massacre d'Oradour-sur-Glane, a été fusillé. Le commandement allemand en conclut, sans autre forme de procès, que le général est mort par revanche pour Oradour. En retour, il demande à Hitler de venger la mort de Fritz von Brodowski.
Hitler ordonne au Generalfeldmarschall Wilhelm Keitel de lui communiquer une liste des généraux français emprisonnés à Königstein. Le Führer désigne alors pour servir de vengeance le général Mortemart de Boisse. L'affaire relève alors de trois administrations : l'Office central de la sûreté du Reich (Reichssicherheitshauptamt, RSHA), le ministère des Affaires étrangères (en allemand : Auswärtiges Amt) et le chef de l'administration des prisonniers de guerre (Kriegsgefangenenwesen, KGW). Les détails sont planifiés par le chef d'état-major Gottlob Berger et le colonel Friedrich Meurer, inspecteur général affecté aux prisonniers de guerre. Le grand nombre d'administrations impliquées n'assurant plus le secret autour de l'exécution du général Mortemart de Boisse, Friedrich Meurer choisit alors Gustave Mesny. L'aide que celui-ci avait apportée au général Giraud dans la préparation de son évasion semble avoir été la principale raison de ce choix. C'est en tout cas ce que pensait le général Giraud qui écrit dans Mes Évasions (Julliard, 1946,p. 97) : « Mon cher Mesny paya de sa vie l'aide qu'il m'avait apportée. Il a été abattu par les Boches un mois avant la délivrance de Königstein ».
L'exécution est réalisée le 19 janvier 1945 par deux SS, portant pour l'occasion des uniformes de la Wehrmacht. Gustave Mesny et d'autres généraux sont officiellement transférés au château de Colditz. Par une panne automobile fictive, Gustave Mesny est séparé du reste du groupe, et tué d'une balle dans la nuque, dans les environs de Nossen,.
On sait que le général ne souhaite pas s'évader en janvier 1945 parce que la fin de la guerre est proche et qu'il craint que son fils déporté politique en Allemagne ne paie de sa vie l'évasion de son père (Témoignage écrit du général Louis Buisson - détenu avec Mesny - du 29 avril 1945 pour le Tribunal de Nuremberg ). 
Louis Mesny, le fils aîné du général, membre du réseau Ajax, est mort en déportation en avril 1945, abattu d'une rafale de mitraillette quelques jours avant l'arrivée des Américains[réf. souhaitée].
Gustave Mesny est inhumé parmi les soldats morts pour la France dans la nécropole nationale d'Haubourdin, sa tombe, no 107, est voisine de celle de Pierre Dame (no 108).